# Сургуты
Сургуты — деревня в Северном районе Новосибирской области России. Входит в состав Фёдоровского сельсовета.

## География
Площадь деревни — 16 гектаров. К северу от деревни располагаются озёра Сургуты, Кырчик, Аптула, к западу — озеро Кайгулы. В 6 км к юго-западу от деревни ранее располагался посёлок Досино. Через деревню проходит дорога от трассы 50К-04 до села Фёдоровка.

## История
Основана в 1805 г. В 1928 г. деревня Аул Сургуты состояла из 48 хозяйств, основное население — русские. Центр Аул-Сургутинского сельсовета Ново-Троицкого района Барабинского округа Сибирского края.
В 1897 году состоял из 31 хозяйства, основное население — татары (72 чел.), русские (60), поляки (1).

## Население
| 2002 | 2007 | 2010 |
| ---- | ---- | ---- |
| 9    | ↘8   | ↗9   |

## Инфраструктура
В деревне по данным на 2007 год отсутствует социальная инфраструктура.